# Luis Echeverría Álvarez, Quintana Roo
Luis Echeverría Álvarez är en ort i Mexiko.   Den ligger i kommunen Othón P. Blanco och delstaten Quintana Roo, i den östra delen av landet, 1 100 km öster om huvudstaden Mexico City. Luis Echeverría Álvarez ligger 4 meter över havet och antalet invånare är 899.
Terrängen runt Luis Echeverría Álvarez är mycket platt. Havet är nära Luis Echeverría Álvarez österut.  Närmaste större samhälle är Chetumal, 18,2 km sydväst om Luis Echeverría Álvarez. 